# Robert Chartoff
Robert Chartoff (* 26. August 1933 in New York City; † 10. Juni 2015 in Santa Monica) war ein US-amerikanischer Filmproduzent.

## Leben
Sein Debüt als Produzent gab Robert Chartoff 1967 mit dem Kriminalfilm Point Blank. Im Jahr darauf entstand der Gangsterfilm Bullen – Wie lange wollt ihr leben?, der die erste Zusammenarbeit mit seinem Kollegen Irwin Winkler bedeutete. Gemeinsam produzierten sie unter anderem die gesamte Rocky-Filmreihe.
Zusammen mit seinem langjährigen Partner Winkler wurde er 1977 für Rocky mit dem Oscar ausgezeichnet.
Chartoff war seit 1970 in erster Ehe mit der britischen Schauspielerin Vanessa Howard (1948–2010) und in zweiter Ehe seit 1992 mit Jenny Weyman-Cockle verheiratet. Er hatte fünf Kinder.

## Filmografie (Auswahl)
- 1967: Point Blank
- 1969: Nur Pferden gibt man den Gnadenschuß (They Shoot Horses, Don’t They?)
- 1971: Wo Gangster um die Ecke knallen (The Gang That Couldn’t Shoot Straight)
- 1972: Kalter Hauch (The Mechanic)
- 1974: Spieler ohne Skrupel (The Gambler)
- 1975: Der Mann ohne Nerven (Breakout)
- 1976: Nickelodeon
- 1976: Rocky
- 1977: New York, New York
- 1978: Eine Farm in Montana (Comes a Horseman)
- 1979: Rocky II
- 1980: Wie ein wilder Stier (Raging Bull)
- 1981: Fesseln der Macht (True Confessions)
- 1982: Rocky III – Das Auge des Tigers (Rocky III)
- 1983: Der Stoff, aus dem die Helden sind (The Right Stuff)
- 1985: B.I.E.R. (Beer)
- 1985: Rocky IV – Der Kampf des Jahrhunderts (Rocky IV)
- 1990: Rocky V
- 1992: Sag’s offen, Shirlee (Straight Talk)
- 2004: In My Country
- 2006: Rocky Balboa (als Ausführender Produzent)
- 2010: The Tempest – Der Sturm (The Tempest)
- 2011: The Mechanic (als ausführender Produzent)
- 2014: The Gambler
- 2015: Creed – Rocky’s Legacy (Creed)

## Auszeichnungen
- 1977: Oscar für Rocky.
- 1981: Oscar-Nominierung für Wie ein wilder Stier.
- 1984: Oscar-Nominierung für Der Stoff, aus dem die Helden sind.
- 1986: Nominierung Goldene Himbeere für Rocky IV.
- 1991: Nominierung Goldene Himbeere für Rocky V.